# Japan Cup 1998 (ciclismo)
La Japan Cup 1998, settima edizione della corsa, si svolse il 25 ottobre 1998. Fu vinta dal belga Fabien De Waele che terminò la gara in 4h06'52" alla media di 36,773 km/h.

## Ordine d'arrivo (Top 10)
| Pos. | Corridore         | Squadra        | Tempo    |
| ---- | ----------------- | -------------- | -------- |
| 1    | Fabien De Waele   | Lotto-Mobistar | 4h06'52" |
| 2    | Daniele Nardello  | Mapei-Bricobi  | s.t.     |
| 3    | José Luis Rubiera | Kelme          | s.t.     |
| 4    | Andrea Tafi       | Mapei-Bricobi  | a 23"    |
| 5    | Niki Aebersold    | Rabobank       | s.t.     |
| 6    | Markus Zberg      | Post Swiss     | a 24"    |
| 7    | Mario Aerts       | Lotto-Mobistar | a 28"    |
| 8    | Frédéric Bessy    | Casino-Ag2r    | a 50"    |
| 9    | Daniel Schnider   | Post Swiss     | a 4'24"  |
| 10   | Rolf Jaermann     | Casino-Ag2r    | a 4'32"  |